# Ghepardul (film)
Ghepardul (titlul original: în italiană Il Gattopardo) este un film italian din 1963, regizat de Luchino Visconti. Scenariul său este inspirat după romanul cu același nume al lui Giuseppe Tomasi di Lampedusa (publicat postum în 1958). Filmul relatează povestea declinului unei familii de nobili sicilieni în timpul unificării Italiei (Risorgimento) de la mijlocul secolului al XIX-lea și ascensiunea burgheziei pe scena politică a Italiei . Din distribuție fac parte Burt Lancaster, Alain Delon, Claudia Cardinale, Serge Reggiani, Mario Girotti și Pierre Clementi.
Filmul a fost nominalizat la Premiul Oscar pentru cele mai bune costume, a câștigat trofeul Palme d'Or la Festivalul de Film de la Cannes și încă 3 premii acordate de Asociația națională a jurnaliștilor italieni de film — imagine, costume și scenografie.
A fost inclus în lista celor 100 de filme italiene de salvat (100 film italiani da salvare).

## Subiect
Visconti a reușit o ecranizare inedită a romanului scris de Giuseppe Tomasi di Lampedusa și o atentă reconstituire a atmosferei socio-politice italiene de la mijlocul secolului al XIX-lea. 
Prințul Don Fabrizio Salina (Burt Lancaster), mare latifundiar sicilian de viță nobilă, este bulversat de știrile privind campania lui Giuseppe Garibaldi și-și dă seama că aristocrația trebuie să se adapteze noilor realități istorice și să cedeze privilegiile burgheziei. Prințul aranjează căsătoria nepotului său, Tancredi Falconeri (Alain Delon), cu Angelica (Claudia Cardinale), fiica bogatului negustor Calogero Sedara (Paolo Stoppa), pentru ca astfel să-și poată menține statutul social și stilul de viață. 
Balul, la care nobilii se văd obligați să accepte că puterea a trecut în mâinile noilor îmbogățiți, este considerat una dintre cele mai frumoase scene de gen din întreaga istorie a cinematografiei.

## Distribuție

Afișul original al filmului

- Burt Lancaster – Prințul Don Fabrizio Salina
- Claudia Cardinale – Angelica Sedara/Bertiana
- Alain Delon – Tancredi Falconeri
- Paolo Stoppa – Don Calogero Sedara
- Rina Morelli – Prințesa Maria Stella Salina
- Romolo Valli – părintele Pirrone
- Terence Hill – Contele Cavriaghi (trecut ca Mario Girotti)
- Pierre Clémenti – Francesco Paolo
- Lucilla Morlacchi – Concetta
- Giuliano Gemma – generalul lui Garibaldi
- Ida Galli – Carolina
- Ottavia Piccolo – Caterina
- Carlo Valenzano – Paolo
- Brook Fuller – micul Prinț
- Anna Maria Bottini – Mademoiselle Dombreuil, guvernanta

## Producție

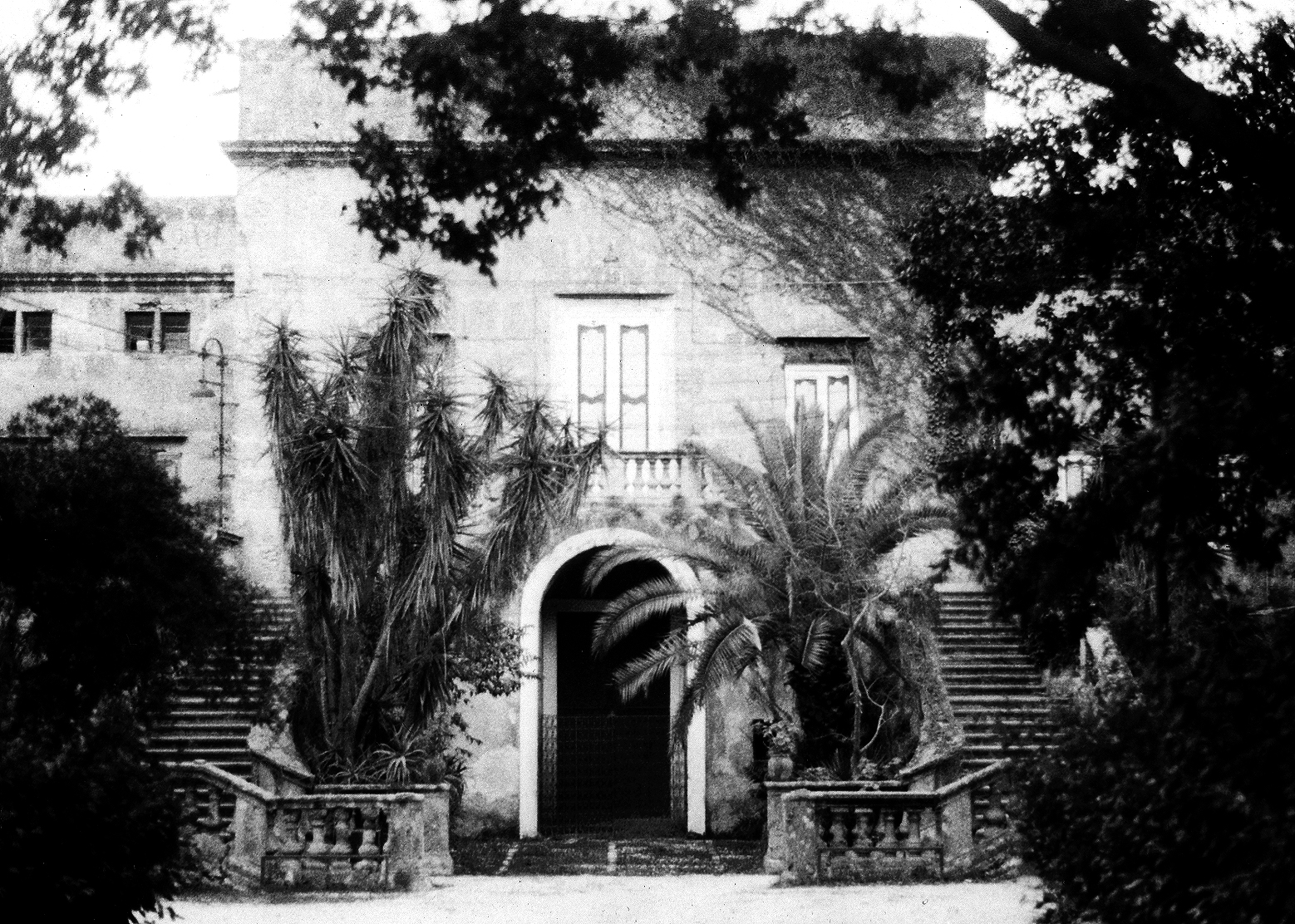
Villa Montalbo - Boscogrande, în care Luchino Visconti a filmat câteva scene ale filmului

Filmul are o distribuție internațională, cu americanul Burt Lancaster, francezul Alain Delon și italienii Claudia Cardinale și Terence Hill. El este văzut astăzi, în general, în versiunea în limba italiană, în care replicile lui Lancaster sunt dublate în limba italiană de către Corrado Gaipa; cu toate acestea, o versiune în limba engleză a fost produsă, de asemenea, tot atunci, în care este auzită propria voce a lui Lancaster. Când producătorii i-au spus lui Visconti că au nevoie de un star de cinema în distribuție, cu scopul de a se asigura că vor câștiga destui bani pentru a justifica bugetul mare, prima alegere a lui Visconti a fost unul dintre actorii proeminenți ai Uniunii Sovietice, Nikolai Cerkasov. Aflând că Cerkasov nu putea să participe la filmări din motive de sănătate, Visconti și-a pus speranțele în participarea lui Laurence Olivier, dar acesta avea deja un alt angajament. Producătorii l-au ales pe legendarul actor de Hollywood Burt Lancaster fără consultarea lui Visconti, ceea ce l-a ofensat pe marele regizor și a cauzat o stare de tensiune pe platoul de filmare; dar regizorul și starul de la Hollywood au ajuns să lucreze bine împreună, iar prietenia dintre ei a durat tot restul vieții lor.
Alberto Arbasino a comentat că filmul lui Visconti a fost o operațiune reacționară tipică Italiei, care s-a folosit de un roman bun pentru a susține fondarea unei literaturi acceptabile de dreapta.

## Versiuni
Filmul a circulat în numeroase versiuni. Prima versiune a lui Visconti avea o durată de 205 minute, dar a fost considerată a fi prea lungă; el a tăiat-o la 185 minute pentru lansarea oficială, considerând aceasta ca fiind versiunea sa preferată. Versiunea difuzată în lumea vorbitoare de limba engleză era versiunea de 161 minute realizată de 20th Century Fox. O versiune de 151 minute a fost difuzată în Spania.

## Premii
- Festivalul de Film de la Cannes (1963)
  - câștigător: Palme d'Or - Luchino Visconti[4]
- Premiul David di Donatello (1963) - cel mai bun producător - Goffredo Lombardo (Ghepardul) la egalitate cu Uno dei tre
- Premiul Feltrinelli (1963): premiul pentru artă - regie cinematografică
- Nastro d'Argento (1964)
  - câștigător: Silver Ribbon - Luchino Visconti
  - câștigător: cea mai bună imagine color (Migliore Fotografia a Colori) - Giuseppe Rotunno
  - câștigător: cele mai bune costume (Migliori Costumi) - Piero Tosi
  - câștigător: cea mai bună scenografie (Migliore Scenografia) - Mario Garbuglia
- Premiul Oscar (1964)
  - nominalizat la categoria: cele mai bune costume - Piero Tosi

## DVD
Sunt disponibile câteve ediții pe DVD.
- Regiunea 2 Medusa Home Entertainment (lansată în 2001) este un disc italian cu o versiune nemasterizată, mai multe interviuri și scene nedifuzate.
- Regiunea 2 BFI Video oferă o versiune masterizată cu un comentariu de David Forgacs și Rossana Capitano
- Regiunea 1 The Criterion Collection este un set de trei discuri care oferă o versiune masterizată de 185 minute (subtitrare engleză), cu un comentariu de Peter Cowie, mai multe interviuri, un documentar de o oră, precum și o versiune dublată în limba engleză de 161 minute ca bonus.

## Păstrare
Negativul original 8-perforat Technirama al filmului Ghepardul s-a păstrat și a fost folosit de The Criterion Collection pentru a crea o versiune video masterizată pentru DVD și Blu-ray, cu sincronizare color supervizată de operatorul filmului, Giuseppe Rotunno. Noile elemente de conservare a filmului au fost create folosind o scanare digitală 4K a filmului, realizate cu cooperarea Cineteca di Bologna, L'Immagine Ritrovata, The Film Foundation, Gucci, Pathé, Fondation Jérôme Seydoux-Pathé, Twentieth Century Fox și Centro Sperimentale di Cinematografia-Cineteca Nazionale. Această versiune masterizată a avut premiera la Festivalul de Film de la Cannes din 2010 cu mare fast.